# Andrew Sabiston
Andrew Sabiston (London, 8 febbraio 1965) è un doppiatore, attore e scrittore canadese.
Ha frequentato l'Università di St. Michaels nella Columbia Britannica, dove si è diplomato nel 1982 insieme a Leslie Hope. Nel 1994 ha scritto i testi del musical Napoleon, che ha debuttato presso The Elgin Theatre a Toronto.
Dal 1984 doppia numerose serie animate quali Donkey Kong Country (nel ruolo di Diddy Kong), Il Piccol'orso (nel ruolo di Cat) e Le avventure di Super Mario (nel ruolo di Yoshi).

## Filmografia parziale
- I gemelli Edison (The Edison Twins) – serie TV, 78 episodi (1984-1986)